# Praga E-45
Praga E-45 là một mẫu máy bay tiêm kích hai tầng cánh, được chế tạo ở Tiệp Khắc vào giữa thập niên 1930.

## Tính năng kỹ chiến thuật
Dữ liệu lấy từ Grey 1972, tr. 96c
Đặc tính tổng quan
- Kíp lái: 1
- Chiều dài: 7,45 m (24 ft 5 in)
- Sải cánh: 8,50 m (27 ft 11 in)
- Chiều cao: 3,0 m (9 ft 10 in)
- Diện tích cánh: 20,25 m2 (218,0 foot vuông)
- Trọng lượng rỗng: 1.265 kg (2.789 lb)
- Trọng lượng có tải: 1.710 kg (3.770 lb)
- Động cơ: 1 × Rolls-Royce Kestrel XVI kiểu động cơ V-12, làm mát bằng chất lỏng, 500 kW (670 hp)

Hiệu suất bay
- Vận tốc cực đại: 410 km/h (255 mph; 221 kn) trên độ cao 4.420 m (14.500 ft)
- Vận tốc hành trình: 350 km/h (217 mph; 189 kn) trên độ cao 4.420 m (14.500 ft)
- Tầm bay: 650 km (404 mi; 351 nmi) ở vận tốc hành trình
- Trần bay: 10.000 m (32.808 ft)
- Thời gian lên độ cao: 3 phút lên độ cao 3.000 m (9.840 ft)

Vũ khí trang bị

- Súng: 2× súng máy Type 30 7,92 mm (0.312 in)